# Rhapsodie portugaise
Pour plus de détails, voir Fiche technique et Distribution.
Rhapsodie portugaise (Rapsódia Portuguesa) est un film portugais réalisé par João Mendes, sorti en 1959.

## Fiche technique
- Titre : Rhapsodie portugaise
- Titre original : Rapsódia Portuguesa
- Réalisation : João Mendes
- Scénario : António Ferro (idée) et Fernanda de Castro (texte)
- Musique : Ruy Coelho, Viana da Motta et Luís de Freitas Branco
- Photographie : Mário Moreira
- Production : Felipe de Solms
- Société de production : Secretariado Nacional da Informação
- Pays :  Portugal
- Genre : Documentaire
- Durée : 86 minutes
- Dates de sortie : 
  -  Portugal : 30 mars 1959

## Distribution
- Pedro Moutinho : le narrateur

## Distinctions
Le film a été présenté en sélection officielle en compétition au Festival de Cannes 1959.